# جمال لويس (لاعب كرة قدم)
جمال لويس (بالإنجليزية: Jamal Lewis) هو لاعب كرة قدم بريطاني، ولد في 25 يناير 1998 في لوتن في المملكة المتحدة. يلعب حاليا لنادي نيوكاسل يونايتد الإنجليزي حيث يجيد اللعب في مركز الظهير الأيسر ، سبق له ان لعب مع نورويتش سيتي.

## وصلات خارجية
- جمال لويس على موقع الاتحاد الدولي لألعاب القوى (الإنجليزية)
- جمال لويس على موقع الاتحاد الأوربي (الإنجليزية)
- جمال لويس على موقع إي إس بي إن إف سي (الإنجليزية)
- جمال لويس على موقع قاعدة بيانات كرة القدم.إي يو (الإنجليزية)
- جمال لويس على موقع ليكيب (الفرنسية)
- جمال لويس على موقع ناشيونال فوتبول تيمز (الإنجليزية)
- جمال لويس على موقع Soccerbase.com (لاعب) (الإنجليزية)
- جمال لويس على موقع Soccerway.com (الإنجليزية)
- جمال لويس على موقع عالم كرة القدم.نت (الإنجليزية)